# Middelfart (stacja kolejowa)
Middelfart - stacja kolejowa w Danii, na wyspie Fionia. Znajdują się tu 2 perony.